# Chionomys gud
Chionomys gud (Снігурка кавказька) — один із трьох представників роду Снігурка (Chionomys). 

## Генетика
2n=54.

## Поширення
Країни поширення: Азербайджан, Грузія, Росія, Туреччина. Мешкає у відкритих скелястих місцях проживання у тому числі на узліссі. 

## Поведінка
Використовує природні гнізда, іноді робить прості прихистки. Пік активності у сутінках, влітку і восени також денний. Взимку не виходить на поверхню. Харчується зеленими частинами трави і дрібного чагарнику, ягодами і мохами. У червні починає зберігати продукти харчування, як правило, у формі невеликих запасів, до 6 кг. Має до 4 виводків на рік.

## Загрози та охорона
Серйозних загроз нема. Можна знайти в багатьох природоохоронних територіях.